# Föderáció

A világ föderációs rendszerű államai (2006)

A föderáció vagy federáció (a latin nyelvből: foedus (genitivusa foederis) liga, társulás; magyarul szövetségi állam) két vagy több állam egyesülésével létrejövő állam, amelyben a legfontosabb állami funkciókat (pénzügyek, hadügyek, külügy) közösen, a föderáció erre a célra létrehozott szervei révén gyakorolják. A föderáció a nemzetközi jog szuverén alanya, tagállamai az államiságnak ezzel az attribútumával nem rendelkeznek. A föderációnak van saját alkotmánya, kormánya, törvényhozása, és a tagállamoknak el kell fogadniuk ezeknek a rendelkezéseit. A tagállamoknak is vannak végrehajtó és törvényhozó szervei, ezek hatásköre azonban jóval korlátozottabb a közösségi szerveknél. Az egyes föderációkban jelentős különbségek vannak a közösségi és a tagállami hatalomgyakorlás megosztásában.
A föderációs berendezkedésű országra példa a 21. században az USA, Oroszország vagy Svájc.

## Típusai
A föderációkat, szövetségi államokat számos különböző szempont alapján csoportosíthatjuk.
1. Létrejöttük alapján
  - Nagy területű országok (például USA), amelyek fokozatos kiterjedéssel, bővüléssel jöttek létre.
  - Eleve föderációs céllal, megegyezés alapján létrejött államok (például Belgium).
  - Történelmi fejlődés alapján (például Ausztria).
2. Összetételük alapján
  - Kongruens (az egységek között kevés az eltérés – Ausztria)
  - Inkongruens (nagyobb vallási, etnikai, politikai különbségek – Belgium)
3. Működésük alapján
  - Kooperációra épül (összehangolt döntések – Németország)
  - Kompetitív (nincs megállapodási kényszer, versengések az egységek közt – USA)

## Oroszország föderatív felépítése
Az Oroszországi Föderáció 85 egyenjogú tagból (szubjektumok, vagy „a Föderáció alanyai”) áll:
| Az Oroszországi Föderáció tagjai                             |
| ------------------------------------------------------------ |
| 46 terület (область)                                         |
| 22 köztársaság (республика)                                  |
| 9 határterület (край)                                        |
| 4 autonóm körzet (автономный округ)                          |
| 3 szövetségi jelentőségű város (город федерального значения) |
| 1 autonóm terület (автономная область)                       |

## Föderatív államok (szövetségi államok) a 21. század elején
| Létrehozás | Föderáció                      | Egységeinek neve                               | Legfontosabb egységei                                                                                            | Kisebb alkotórészek                                                                 | Államforma  |
| ---------- | ------------------------------ | ---------------------------------------------- | --- | ----------------------------------------------------------------------------------- | ----------- |
| 1853       | Argentína                      | Argentína tartományai                          | 23 tartomány | Buenos Aires autonóm város                                                          | Köztársaság |
| 1901       | Ausztrália                     | Ausztrália államai és területei                | 6 állam | 3 szövetségi terület és 7 külső terület                                             | Monarchia   |
| 1920       | Ausztria                       | Ausztria szövetségi tartományai (Bundesländer) | 9 szövetségi tartomány                                                                                           |                                                                                     | Köztársaság |
| 1970       | Belgium                        | Belgium régiói                                 | 3 nyelvi közösség, 3 régió, 10 tartomány                                                                         |                                                                                     | Monarchia   |
| 1995       | Bosznia-Hercegovina            | Bosznia-Hercegovina entitásai és kantonjai     | 2 entitás, az egyiken belül 10 kanton                                                                            | Brčkói Körzet: de jure mindkét entitás része, de facto központi irányítás alatt áll | Köztársaság |
| 1889       | Brazília                       | Brazília államai                               | 26 tagállam, egy szövetségi terület                                                                              |                                                                                     | Köztársaság |
| 1867       | Kanada                         | Kanada tartományai és területei                | 10 tartomány | 3 terület                                                                           | Monarchia   |
| 1975       | Comore-szigetek                | autonóm szigetek                               | 3 sziget |                                                                                     | Köztársaság |
| 1995       | Etiópia                        | Etiópia régiói                                 | 9 régió | 2 város                                                                             | Köztársaság |
| 1949       | Németország                    | Németország szövetségi államai                 | 16 szövetségi állam (Bundesländer)                                                                               |                                                                                     | Köztársaság |
| 1950       | India                          | India államai és területei                     | 29 állam | 7 uniós terület, beleértve a Delhi Nemzeti Fővárosi Területet                       | Köztársaság |
| 2005       | Irak                           | Irak kormányzóságai                            | 18 kormányzóság                                                                                                  |                                                                                     | Köztársaság |
| 1963       | Malajzia                       | Malajzia államai                               | 13 állam | 3 szövetségi terület                                                                | Monarchia   |
| 1821       | Mexikó                         | Mexikó államai                                 | 32 szövetségi egység (31 állam és a főváros, Mexikóváros)                                                        |                                                                                     | Köztársaság |
| 1979       | Mikronéziai Szövetségi Államok | szövetségi államok                             | 4 szövetségi állam                                                                                               |                                                                                     | Köztársaság |
| 2015       | Nepál                          | Nepál tartományai                              | 7 tartomány |                                                                                     | Köztársaság |
| 1963       | Nigéria                        | Nigéria államai                                | 36 állam | 1 szövetségi fővárosi terület                                                       | Köztársaság |
| 1956       | Pakisztán                      | Pakisztán tartományai és területei             | 4 tartomány | 2 autonóm terület és 1 szövetségi fővárosi terület                                  | Köztársaság |
| 1991       | Oroszország                    | Oroszország közigazgatási beosztása            | 46 terület, 22 köztársaság, 9 határterület, 4 autonóm terület, 3 szövetségi jelentőségű város, 1 autonóm terület |                                                                                     | Köztársaság |
| 1983       | Saint Kitts és Nevis           | Saint Kitts és Nevis szigetei                  | 2 sziget |                                                                                     | Monarchia   |
| 2012       | Szomália                       | Szomália szövetségi tagállamai                 | 18 régió |                                                                                     | Köztársaság |
| 2011       | Dél-Szudán                     | Dél-Szudán tagállamai                          | 32 tagállam |                                                                                     | Köztársaság |
| 1956       | Szudán                         | Szudán államai                                 | 17 állam |                                                                                     | Köztársaság |
| 1848       | Svájc                          | Svájc kantonjai                                | 26 kanton |                                                                                     | Köztársaság |
| 1971       | Egyesült Arab Emírségek        | Emírségek                                      | 7 emírség |                                                                                     | Monarchia   |
| 1776       | Amerikai Egyesült Államok      | Az Egyesült Államok tagállamai                 | 50 állam | Washington (főváros); 16 különböző státuszú, lakott és lakatlan, terület, külbirtok | Köztársaság |
| 1863       | Venezuela                      | Venezuela államai                              | 23 állam | Caracas főváros (szövetségi kerület), 1 szövetségi külbirtok                        | Köztársaság |

## Konföderációs állam
A konföderáció szuverén államoknak a föderációnál lazább szövetsége. A konföderáció alapja nemzetközi szerződés. Ilyen például a Független Államok Közössége, mely az egykori Szovjetunió tagköztársaságainak többségét tömöríti.

## Fordítás
- Ez a szócikk részben vagy egészben  a   Federation című angol Wikipédia-szócikk ezen változatának fordításán alapul.  Az eredeti cikk szerkesztőit annak laptörténete sorolja fel. Ez a jelzés csupán a megfogalmazás eredetét és a szerzői jogokat jelzi, nem szolgál a cikkben szereplő információk forrásmegjelöléseként.